# Baja Silesia
Baja Silesia (en polaco: Dolny Śląsk; en checo: Dolní Slezsko; en alemán: Niederschlesien; en alto sorabo: Delnja Šleska; en bajo sórabo: Dolna Šlazyńska; en latín: Silesia Inferior; alemán silesio, Niederschläsing) es la parte noroeste de la región histórica y geográfica de Silesia; la Alta Silesia se ubica al sureste.
En la Edad Media, la Baja Silesia era parte de la Polonia gobernada por los Piastas. Era una de las principales regiones de Polonia, y su capital, Breslavia, era una de las principales ciudades del Reino de Polonia. La Baja Silesia surgió como una región distintiva durante la fragmentación de Polonia, en 1172, cuando los ducados de Opole y Racibórz, conocidos como Alta Silesia desde entonces, se formaron de la parte oriental del ducado de Silesia, y la parte occidental restante se conoció desde entonces como Baja Silesia. Durante la Ostsiedlung, los colonos alemanes fueron invitados a instalarse en la región escasamente poblada, que hasta entonces tenía una mayoría polaca. Como resultado, la región se germanizó en gran medida en los siglos siguientes.
A finales de la Edad Media, la región cayó bajo el señorío de la corona de Bohemia, sin embargo, gran parte de la misma permaneció bajo el dominio de los duques polacos locales de la dinastía Piasta, algunos hasta los siglos XVI y XVII. Brevemente, bajo la soberanía del Reino de Hungría, cayó en manos de la Monarquía de los Habsburgo de Austria en 1526.
En 1742, Austria cedió casi toda la Baja Silesia al Reino de Prusia en el tratado de Berlín, excepto la parte sur del ducado de Nysa. Dentro del reino prusiano, la región pasó a formar parte de la provincia de Silesia. En 1871, la Baja Silesia se integró en el Imperio alemán. Después de la Primera Guerra Mundial, la región se convirtió en una provincia separada dentro de la República de Weimar.
Después de 1945, la parte principal de la antigua provincia prusiana cayó en manos de la República Popular de Polonia, mientras que una parte más pequeña al oeste de la línea Óder-Neisse permaneció dentro de la Alemania Oriental y partes históricas de la Baja Silesia austriaca (regiones de Jesenicko, Opavsko) permanecieron como parte de Checoslovaquia. En 1949, casi toda la población alemana de antes de la guerra fue expulsada.
La región es conocida por la abundancia de arquitectura histórica de varios estilos, incluidos muchos castillos y palacios, ciudades antiguas bien conservadas o reconstruidas, numerosas ciudades balneario y lugares históricos de enterramiento de monarcas y consortes polacos (en Breslavia, Legnica y Trzebnica).

## Geografía

Silesia histórica, superpuesta a las fronteras internacionales modernas:
• Contorno azul = tierra medieval de la corona bohemia (después de la pérdida de Krosno).
• Contorno rojo = Silesia prusiana a partir de 1815 (con ganancias de Alta Lusacia y Kłodzko, pero sin la Silesia austríaca).

La Baja Silesia se encuentra principalmente en la cuenca del río Óder medio con su capital histórica en Breslavia.
La frontera sur de la Baja Silesia está representada por la cadena montañosa de los Sudetes occidentales y centrales, que desde la Alta Edad Media formó la frontera entre la Silesia polaca y la histórica región de Bohemia de la actual República Checa. Los ríos Bóbr y Kwisa se consideran la frontera occidental original con las Lusacias, sin embargo, el ducado silesio de Sagan llegó hasta el río Neisse, incluidos dos pueblos (Pechern y Neudorf) en la orilla occidental, que se convirtió en Silesia en 1413.
La posterior provincia de Silesia de Prusia comprendía además las tierras adyacentes de la región histórica de Alta Lusacia cedida por el Reino de Sajonia después de las guerras napoleónicas en 1815, su punto más occidental se podía encontrar tan al oeste como el pequeño pueblo de Lindenau (ahora perteneciente al estado alemán de Brandeburgo). Al norte, la Baja Silesia se extendía originalmente hasta Świebodzin y Krosno Odrzańskie, que fue adquirida por los margraves de Brandeburgo en 1482. El río Barycz forma la frontera con la histórica Gran Polonia en el noreste, las tierras de la Alta Silesia se encuentran al sureste.
Administrativamente, la Baja Silesia polaca se comparte entre el voivodato de Baja Silesia (a excepción de los condados de Lubań y Zgorzelec de Alta Lusacia, y el antiguo Kłodzko bohemio), la parte sur del voivodato de Lubusz (es decir, los condados de Krosno Odrzańskie, Nowa Sól, Świebodzin, Żagań y Zielona Góra con la ciudad de Zielona Góra, así como con el voivodato occidental de Opole (los condados de Brzeg, Namysłów y Nysa ).
La pequeña parte del antiguo ducado de Sagan en la costa occidental del Neisse es hoy parte del municipio de Krauschwitz en el distrito de Görlitz de Sajonia, las partes más grandes de la Alta Lusacia de la Silesia prusiana al oeste del Neisse comprendían la ciudad de Görlitz y el antiguo distrito de Hoyerswerda, que hoy forma la parte norte de los distritos sajones de Görlitz y Bautzen, así como la parte sur del distrito de Alto Bosque del Spree-Lusacia en Brandeburgo. La parte sur del antiguo ducado de Nysa, que cayó en manos de la Silesia austríaca en 1742, a saber, el distrito de Jeseník y Heřmanovice, Mnichov y Železná, así como partes de Vrbno pod Pradědem en el distrito de Bruntál, hoy pertenece a la República Checa.

### Sudetes

Śnieżka

Los Sudetes son una cadena montañosa geológicamente diversa que se extiende a lo largo de 280 kilómetros desde las tierras altas de Lusacia en el oeste y hasta la puerta de Moravia en el este. Se dividen topográficamente en Sudetes occidentales, centrales y orientales.
La sección de la Baja Silesia de los Sudetes comprende los montes Jizera (pico más alto: Wysoka Kopa, 1126 m), donde el punto de equilibrio con la Alta Lusacia y Bohemia se encuentra cerca de la cumbre Smrk, junto con el adyacente Karkonosze Krkonoše (en alemán: Riesengebirge) (más alto: pico fronterizo de Sněžka Śnieżka - montaña más alta de la República Checa, 1602 m); Rudawy Janowickie; montañas del Búho (Wielka Sowa); Montañas de Piedra (Waligóra); Montañas Wałbrzych (Borowa) y las montañas Kaczawskie ( Skopiec) con Ostrzyca), macizo de Orlické hory, Králický Sněžník al sur del histórico Kladsko (en polaco: Klodzsko), Rychlebské hory y Jeseníky (en alemán: Totesgebirge).

### Tierras bajas de Silesia
Las tierras bajas de Silesia adyacentes incluyen las tierras bajas de Silesia y las tierras bajas de Silesia-Lusacia. Estas dos tierras bajas están separadas entre sí por Dolina Kaczawy y de los Sudetes por un borde morfológico empinado ubicado a lo largo de la falla marginal de los Sudetes, que se extiende desde Bolesławiec (noroeste) hasta Złoty Stok (sureste). La parte sur de las tierras bajas incluye el promontorio de los Sudetes, que consta de Wzgórze Strzegomskie, Grupa Ślęży (Monte Ślęża), y Wzgórza Niemczańsko-Strzelińskie (monte Gromnik). Las colinas más bajas también se encuentran en áreas de Obniżenie Sudeckie, Świdnik y Kotlina Dzierżoniowska. La parte oriental de las tierras bajas de Silesia se ubicadan a lo largo de las orillas del río Oder. La parte oriental incluye también Równina Wrocławska con sus tierras circundantes: Równina Oleśnicka, Wysoczyzna Średzka, Równina Grodkowska y Niemodlińska. Dolina Dolnej Kaczawy (Kotlina Legnicka) separa las tierras bajas de Silesia de las tierras bajas de Silesia-Lusacia, que incluyen Wysoczyzna Lubińsko-Chocianowska, Dolina Szprotawy y amplias áreas de Bory Dolnośląskie, ubicadas al norte de la carretera Bolesławiec-Zgorzelec. Desde el norte, las tierras bajas están delimitadas por Wał Trzebnicki, que consta de colinas de 200 km de largo y más de 150 m de altura, en comparación con las tierras bajas vecinas, monte Kobyla, 284 m. La cadena de colinas incluye Wzgórza Dalkowskie, Wzgórza Trzebnickie, Wzgórza Twardogórskie y Wzgórza Ostrzeszowskie. Obniżenie Milicko-Głogowskie, con Kotlina Żmigrodzka y Milicka, se encuentra en la parte norte, dentro de las colinas.
La región de las tierras bajas está recubierta por una gruesa capa de elementos glaciares (arena, grava, arcilla) que cubre el relieve más diverso del suelo más antiguo. Los fondos generalmente planos y anchos de los valles están acolchados con asentamientos fluviales. Pendientes de las colinas sobre 180-200 m (196,9-218,7 yd) están recubiertas de arcillas fértiles y por ello, a partir de la era paleozoica, se convirtieron en tierras de asentamiento y cultivo intensivo. La forma posterior de la economía provocó la deforestación casi completa de las laderas. No solamente los terrenos fértiles, sino también el clima templado son propicios para el desarrollo de la agricultura y la horticultura. La temperatura media anual de la zona de Breslavia es de 9.5 °C. La temperatura media del mes más caluroso (julio) es 19 °C, y −0.5 °C del mes más frío (enero). La cantidad promedio de lluvia es de 500 a 620 mm, con un máximo en julio y un mínimo en febrero. La capa de nieve desaparece después de 45 días. Los vientos, similares a los que aparecen en el lado oeste de Polonia, son del oeste y suroeste.
Los ríos de los Sudetes se caracterizan por tasas de agua cambiantes y una alta contaminación como resultado de la gran industrialización del área. Los ríos más grandes son Nysa Kłodzka, que es la fuente de agua potable para Breslavia (el agua se extrae por un canal especial); Stobrawa, Oława, Ślęza, Bystrzyca con sus afluentes: Strzegomka y Piława ; Widawa, Średzka Woda, Kaczawa con Nysa Szalona y Czarna Woda. También está el afluente de la margen derecha más grande de la zona, Barycz. Los otros ríos bastante grandes, Bóbr, Kwisa y Neisse lusacio, desembocan en el río Oder más allá de las fronteras de la Baja Silesia. La mayoría de los ríos están regulados y sus cuencas son mejoradas, lo que conduce a una adecuada economía del agua. El rasgo característico del paisaje de las tierras bajas es la falta de lagos. La región de Legnica es el único lugar donde sobrevivieron una docena de pequeños lagos, pero la mayoría de ellos ya está desapareciendo. El más grande es Jezioro Kunickie (95 ha), Jezioro Koskowickie (50 ha), Jezioro Jaśkowickie (24 ha) y Tatarak (20 ha). En contraste con la cantidad de lagos, existen grandes grupos de estanques artificiales fundados en la cuenca de Barycz, en la Edad Media. Su área total asciende a alrededor 80 km² (kilómetros cuadrados), y los estanques más grandes (Stary Staw, Łosiowy Staw, Staw Niezgoda, Staw Mewi Duży y Grabownica) llegan a 200-300 ha (hectáreas).
La flora primitiva se ha transformado significativamente como resultado de la deforestación y el cultivo. Los complejos forestales más grandes son Bory Dolnośląskie (3150 km²), Bory Stobrawskie en las áreas de Stobrawa y Widawa, y fragmentos más pequeños de bosques en los valles de los ríos Barycz y Oder. Estos bosques son una especie de bosques caducifolios de múltiples especies, que se encuentran en terrenos fértiles. El valle del río Oder se extiende en grupos de bosques mixtos (haya, roble, carpe, arce sicómoro y pino). Estos bosques, con estatus de protección, son: Zwierzyniec, Kanigóra cerca de Oława, Dublany, Kępa Opatowicka cerca de Breslavia, Zabór cerca de Przedmoście y Lubiąż. Las otras áreas forestales son el parque natural de Orsk, las áreas de Jodłowice, Wzgórze Joanny cerca de Milicz y Gola cerca de Twardogóra. Estos tipos de bosques, como los que son el pilar de la caza salvaje o los viveros, son inaccesibles debido al riesgo de incendio permanente. Los territorios parcialmente accesibles (marcados especialmente) se encuentran en áreas de Góra Śląska, Oborniki Śląskie, Wołowa, en el valle del río Oder y en Wzgórza Niemczańsko-Strzelińskie.

### Flora
La flora de la Baja Silesia es específica y diferente para cada zona. De abajo hacia arriba, las plantas forman grupos que se disponen en cinturones anchos o estrechos, llamados zonas florales. Posteriormente, estas zonas se dividen en cinturones más estrechos, llamados cinturones de vegetación.
La zona de bosque de montaña se divide en dos cinturones: bosque subalpino y bosque subalpino inferior. Arriba, hay una zona sin bosques dividida en el cinturón subalpino con pino enano y el cinturón alpino sin arbustos. Esta vegetación es glacial; la antigua vegetación —del Terciario— fue destruida por el clima de la Edad del Hielo. Junto con la glaciación del norte, aparecieron algunas plantas de la tundra, por ejemplo, el sauce velloso (Salix lapponum) y el camemoro (Rubus chamaemorus). La flora de la Baja Silesia está fuertemente influenciada por la historia geológica y climática. La vegetación está formada por especies provenientes de diversas regiones geográficas. Las regiones particulares están representadas por:
- Especies centroeuropeas: abeto (Abies alba), haya (Fagus silvatica), roble (Quercus petraea), arce (Acer pseudoplatanus).
- Especies siberianas europeas: huso europeo (Evonymus europaea), aliso (Alnus glutinosa), mimbre (Salix purpurea).
- Especies del subártico boreal: berro (Cardamine pratensis), caléndula amarilla (Caltha palustris), hoja de hígado (Hepatica nobilis).
- Especies del ártico boreal: gayuba (Arctostaphylos uva-ursi), sauce enano (Salix herbacea), corneja negra (Empetrum nigrum), piojoso del Sudees (Pedicularis sudetica), saxifraga alpina (Micranthes nivalis), camemoro (Rubus chamaemorus), canilla de lago (Isoetes lacustris).
- Especies alpinas: sapo bastardo alpino (Thesium alpinium), uña de caballo alpina (Homogyne alpina), avens de montaña (Geum montanum), pino de montaña (Pinus mugo).
- Especies sudéticas y sudético-cárpatas: saxifraga musgosa (Saxifraga moschata ssp. basáltica), piojo sudético (Pedicularis sudetica).

### Bosque subalpino bajo
Bosque subalpino inferior (en polaco: Regiel Dolny), 450-1000 m, se caracteriza por ser bosque caducifolio o mixto. Los fragmentos de bosques similares a complejos naturales de pino-abeto-haya con una mezcla de alerce, arce sicómoro y tilo se encuentran cerca de la cascada Szklarski, en el complejo Jagniątkowski y la montaña Chojnik. Las especies particulares de árboles tienen diferentes requisitos climáticos. Las partes más bajas están recubiertas de roble y fresno, hasta 500 m. En el nivel de 500-600 m se encuentran pinos; en las partes altas, hasta 800 m, se produce alerce europeo; y por encima de 800 m, abeto y haya.
A pesar de la transformación de la vegetación arbórea básica, sobrevivió la misma forma de maleza. Ocurren: daphne mezereum, saúco rojo, avellano, platanthera bifolia, aspérula dulce, hierba de París, arándano, acedera, pamplina gaulteria, trigo vacuno común y lirio de los valles. Las partes más de 800 m están cubiertos principalmente de pastos, juncos morados, arándanos y sauces de genciana.
En los lugares destacados, en los prados y a lo largo de los caminos, se encuentran: la orquídea manchada, la ajuga, el arcángel amarillo, el árnica montana, la heleborina de hoja de espada, la adelfa, la hierba de campo y la dedalera. A lo largo de las orillas de los ríos, se produce petasita blanca.
Los bosques de pinos son ricos en abetos, que se debilitan permanentemente por los factores atmosféricos. Las raíces deshilachadas se infectan fácilmente con hongos e insectos dañinos. El más dañino es el hongo de la miel, con espécimen comestible, que crece en pulpa, entre la corteza y la madera, provocando la muerte del árbol. El otro hongo dañino es el hongo de los soportes, que destruye las raíces y los troncos desde el interior. El hongo de la miel arrasa el árbol a los pocos meses, y el hongo del soporte, a los pocos años, como resultado de cambios mecánicos en la estructura de la madera.

## Historia

### Historia antigua
Al final de la Edad de Hielo, el primer hombre apareció en las tierras bajas de Silesia. En el Mesolítico (hace 7 000 años), los primeros pueblos nómadas se asentaron en la Baja Silesia, viviendo en cuevas y chalés primitivos. Eran recolectores, cazadores y pescadores, y usaban armas y otras herramientas hechas de piedra y madera. En el paleolítico superior, los restos humanos más antiguos de los pueblos nómadas, que tenían 40 000 años, se encontraron en una tumba en Tyniec en el río Ślęża.
En el Neolítico (4000-1700 a. C.), comenzó el proceso de transformación hacia una forma de vida establecida. Se hicieron los primeros asentamientos rurales, ya que la gente comenzó a cultivar y criar animales. La minería, la cerámica y el tejido datan de este período. Surgieron canteras de serpentinita, de las que se fabricaban hachas de Silesia, y cerca de Jordanów Śląski, la gente extraía nefrita que se transformaba en diversas herramientas. En la Edad del Bronce (1700-1500 a. C.), la evolución de diferentes culturas se desarrolló hasta la existencia de la cultura de Unetice que afectó la existencia de la cultura Trzciniec. En los siguientes períodos desde c. 750 a. C., abarca toda Europa.

### Historia temprana
En el período cultural de La Tène, la Baja Silesia estaba habitada por los celtas, que tenían su principal lugar de culto en el monte Ślęża. Sus estatuas de piedra situadas sobre y alrededor de esta colina fueron adoradas más tarde por las tribus eslavas que llegaron aquí alrededor del siglo VI a. Germania Magna (siglo II) registra que entre el período celta y el eslavo, la Baja Silesia estuvo habitada por varias tribus germánicas. Entre ellos, se encuentran los vándalos, los lugii y los silingos, que podrían haber dado su nombre a la región de Silesia, aunque no está claro y, por lo tanto, se discute. Con las tribus germánicas partiendo hacia el oeste durante el período de las grandes migraciones, una serie de nuevos pueblos llegaron a Silesia desde Sarmacia, Asia Menor y las estepas asiáticas desde principios del siglo VI.
El geógrafo bávaro (c. 845) se refirió a la Ślężanie eslava occidental (la otra posible fuente del nombre de Śląsk y más tarde de Silesia de la región), centrada en las tribus Niemcza y Dziadoszanie, mientras que un documento de 1086 emitido por el obispo Jaromir de Praga enumeró a los Zlasane, Trebovane, Poborane y Dedositze . Al mismo tiempo, la Alta Silesia estaba habitada por las tribus Opolanie, Lupiglaa y Golenshitse. A fines del siglo IX, el territorio estaba sujeto al reino de Gran Moravia del príncipe Svatopluk I y desde aproximadamente 906 estuvo bajo el dominio del duque de Přemyslid Spytihnev I de Bohemia y sus sucesores Bratislao I, el supuesto fundador de Wrocław (en checo: Vratislav) y Boleslao el Cruel.

### Reino de Polonia

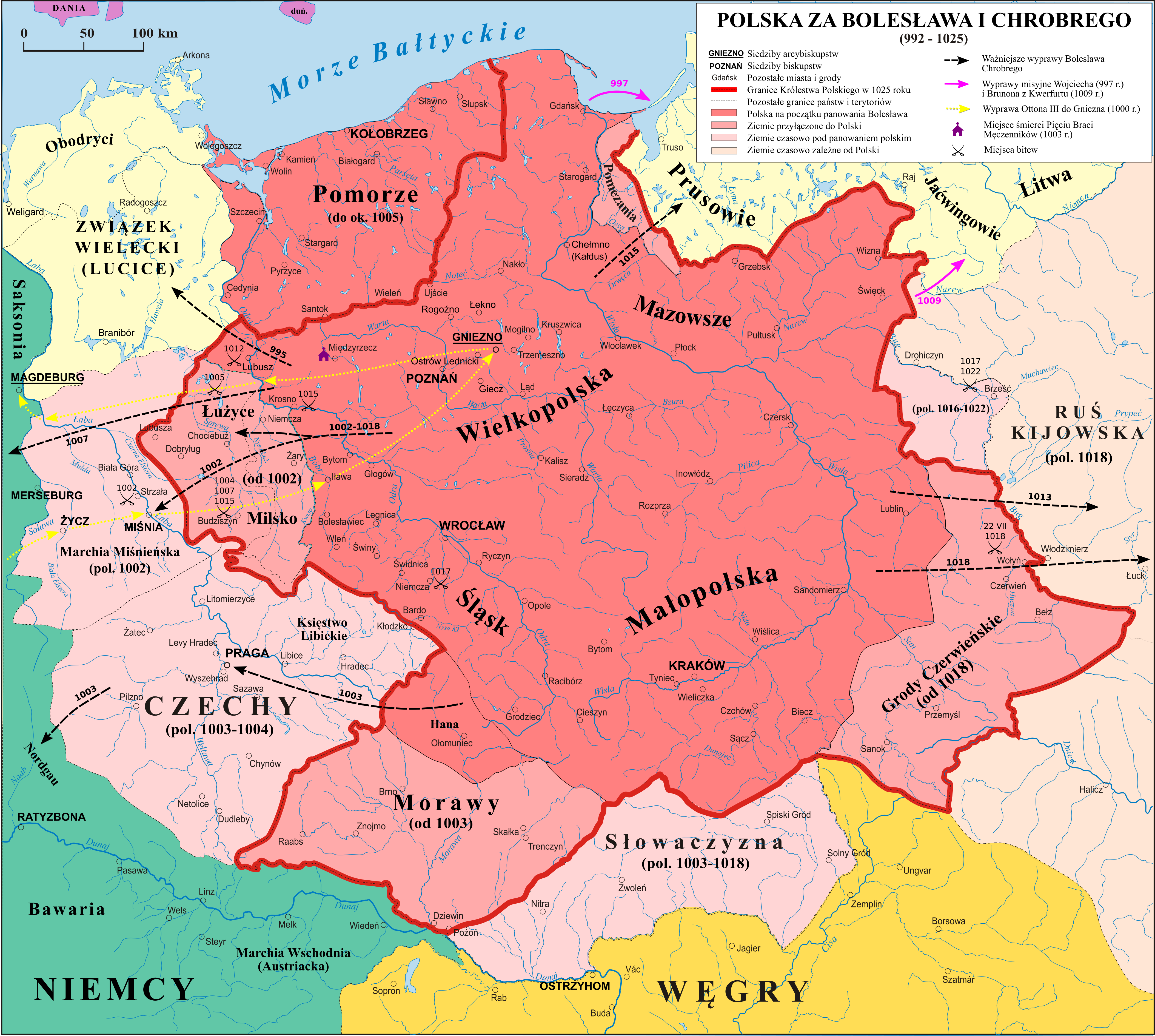
Reino de Polonia con la Baja Silesia bajo el primer rey Boleslao I el Valiente.

Mientras tanto, los polacos eslavos occidentales habían establecido el primer ducado bajo la dinastía Piasta en las tierras adyacentes de la Gran Polonia en el norte. Alrededor de 990 Silesia fue conquistada e incorporada al primer estado polaco por el duque piasta Miecislao I, quien había obtenido el apoyo del emperador Otón II contra el duque bohemio Boleslao II.
En 1000, su hijo y sucesor, Boleslao I Chrobry, fundó la diócesis de Breslavia, que, junto con los obispados de Cracovia y Kołobrzeg, se colocó bajo el arzobispado de Gniezno en la Gran Polonia, fundada por el emperador Otón III en el Congreso de Gniezno en el mismo año. La soberanía eclesial de Gniezno sobre Breslavia duró hasta 1821. Después de un cambio temporal a Bohemia en la primera mitad del siglo XI, la Baja Silesia continuó siendo una parte integral del estado polaco hasta el final de su período de fragmentación cuando finalmente se renunció a todos los reclamos polacos sobre esta tierra a favor del Reino de Bohemia en 1348.

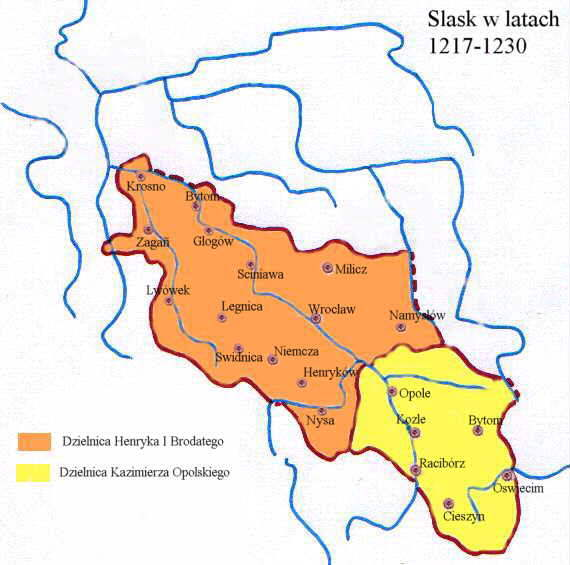

Varias batallas defensivas polacas contra los invasores alemanes tuvieron lugar en la región en la Edad Media, incluidas las victoriosas batallas de Niemcza en 1017 y Głogów y Psie Pole en 1109. A principios del siglo XII, Breslavia fue nombrada una de las tres principales ciudades del Reino de Polonia junto con Cracovia y Sandomierz en la crónica polaca más antigua, Gesta principum Polonorum. Una de las batallas más grandes de la Polonia medieval, la batalla de Legnica, durante la primera invasión mongola de Polonia se libró en la región de 1241.
También una región líder de la Polonia medieval. La primera concesión de privilegios de ciudad en la historia de Polonia ocurrió allí, cuando Złotoryja recibió tales derechos en 1211 por Enrique el Barbudo, y en el siglo XIII se creó en la región el Libro de Henryków, una crónica que contiene el texto más antiguo conocido en polaco.
El ducado de Silesia se dividió por primera vez en partes inferior y superior en 1172 durante el período de fragmentación feudal de Polonia, cuando la tierra se dividió entre dos hijos del antiguo gran duque Vladislao II. El anciano Boleslao el Alto gobernó la Baja Silesia con su capital en Breslavia (entonces conocida como Vratislav, Wrotizla o Prezla), y el joven Miecislao Piernas Torcidas gobernó la Alta Silesia con su capital al principio en Racibórz, desde 1202 en Opole. Más tarde, Silesia se dividió en hasta 17 ducados.

### Ducados polacos, Corona de Bohemia, Hungría, Austria y Prusia

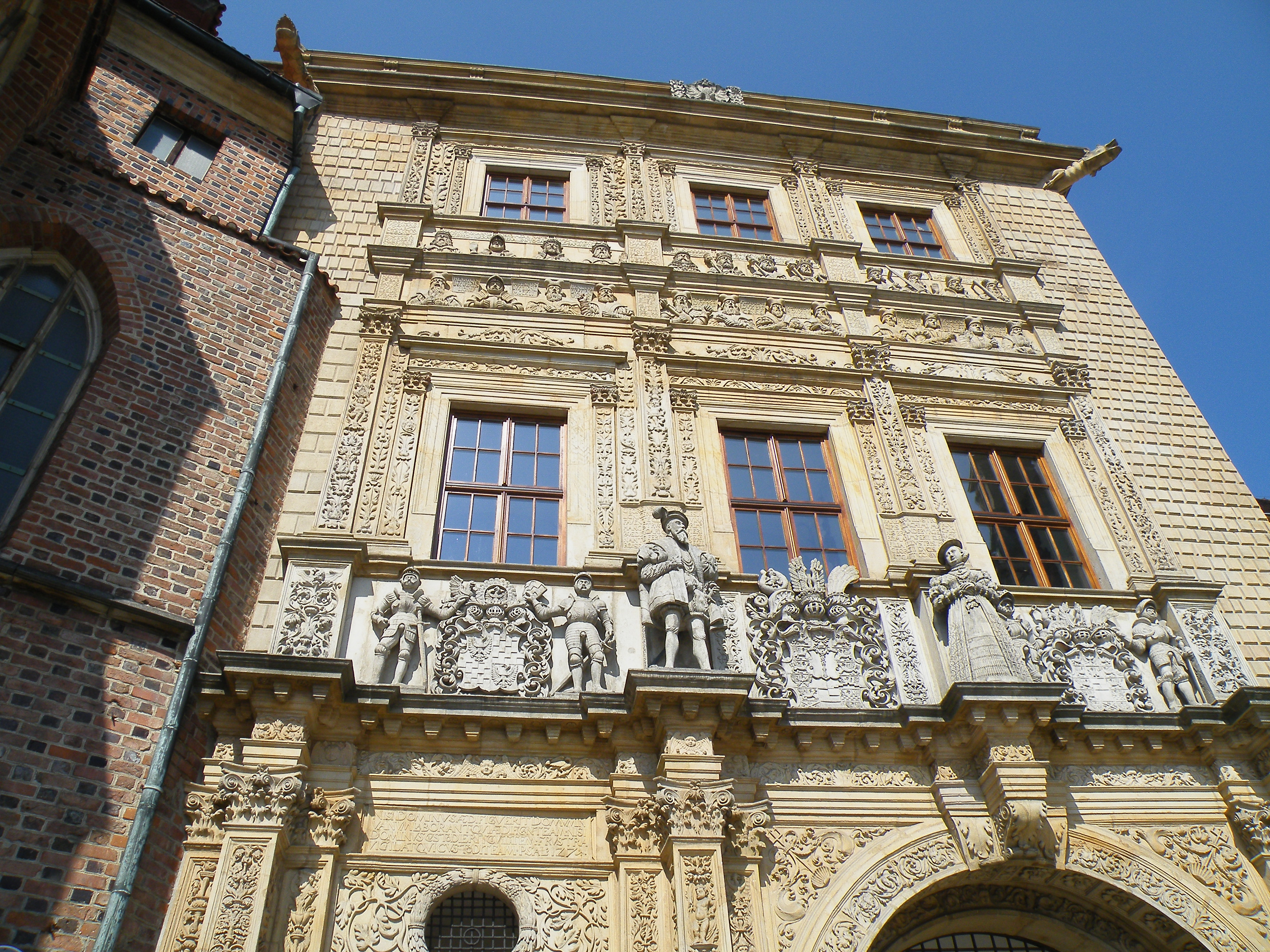
Fachada renacentista del castillo de Brzeg, que representa a miembros de la dinastía Piasta, desde el fundador semilegendario Piast hasta el duque Federico II de Legnica.

Con el tratado de Trentschin (Trenčín) de 1335 y el tratado de Namysłów de 1348, la mayoría de los ducados de Silesia fueron gobernados por los duques piastas de Silesia bajo el señorío feudal de los reyes bohemios, y así se convirtieron en parte de la Corona de Bohemia dentro del Sacro Imperio Romano Germánico. Muchos ducados permanecieron gobernados por los polacos bajo las casa de los Piastas, Jagellón y Sobieski, algunos hasta los siglos XVII y XVIII. En 1469, la Baja Silesia pasó a Hungría, y en 1490 volvió a caer en Bohemia, entonces gobernada por la dinastía Jagellónica. En 1476, el distrito de Crossen pasó a formar parte del margraviato de Brandeburgo, cuando la viuda del gobernante piasta, Bárbara de Brandeburgo, hija del elector Alberto Achilles, heredó Crossen. Siguió siendo un centro importante de la cultura polaca.[cita requerida] En 1475, el impresor polaco nacido en Głogów fundó la Imprenta de la Santa Cruz en Breslavia, que publicó el primer incunable en la Baja Silesia, que también contiene el primer texto impreso en idioma polaco.
En 1526, Silesia fue adquirida por la monarquía de los Habsburgo de Austria tras la muerte del rey Luis II de Bohemia. Brandeburgo impugnó la herencia, citando un tratado hecho con Federico II de Legnica, pero Silesia permaneció en gran medida bajo el control de los Habsburgo hasta 1742. En 1675, el duque Jorge Guillermo de Legnica murió en el castillo de Brzeg, como el último miembro masculino de la dinastía Piasta, que fundó el estado polaco en el siglo X. Fue enterrado en Legnica.

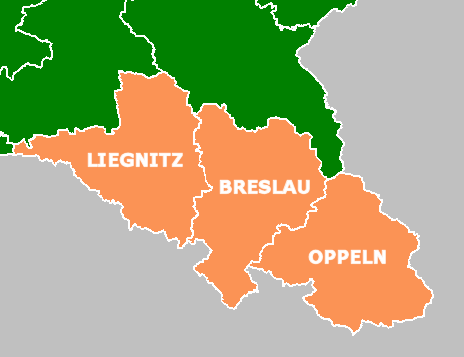
Mapa de la provincia prusiana de Silesia, con las regiones administrativas de Baja Silesia (regencias) de Liegnitz y Breslau («Silesia Media»).

La mayor parte de la Baja Silesia, a excepción de la parte sur del ducado de Nysa, se convirtió en parte del Reino de Prusia después de la primera guerra de Silesia por el tratado de Breslavia de 1742. En 1815, pasó a formar parte de la provincia de Silesia prusiana, que se dividió en las dos regiones administrativas de la Baja Silesia (Regierungsbezirke ) de Liegnitz y Breslau (a veces también denominada Silesia Media), y la Alta Silesia Oppeln (incluidos los distritos de la Baja Silesia de Neisse y Grottkau). La región occidental de Liegnitz se había ampliado con la incorporación de los distritos de la Alta Lusacia de Lauban, Görlitz, Rothenburg y Hoyerswerda, todos arrebatados al Reino de Sajonia después de las guerras napoleónicas. A partir de 1871, la Baja Silesia formó parte del Imperio alemán.
Como resultado de la colonización alemana y la germanización de larga duración, a principios del siglo XX la Baja Silesia tenía una población mayoritariamente de habla alemana, con la excepción de una pequeña área de habla polaca en la parte noreste del distrito de Namslau (Namysłów)., Groß Wartenberg (Syców) y Militsch (Milicz) y una minoría de habla checa en el área rural alrededor de Strehlen (Strzelin). También había comunidades polacas en grandes ciudades como Breslau (Breslavia) y Grünberg (Zielona Góra). Después de la Primera Guerra Mundial, la mayor parte de la Baja Silesia permaneció dentro de Alemania, la parte bohemia se incluyó dentro de Checoslovaquia y una pequeña parte se reintegró a Polonia, que acababa de recuperar su independencia. La parte alemana se reorganizó en la provincia de Baja Silesia del Estado Libre de Prusia que consta de las regiones de Breslau y Liegnitz. En el período de entreguerras, hubo múltiples casos de violencia contra los polacos en la parte alemana, y ya en 1920 un consulado polaco en Wrocław fue atacado y demolido por nacionalistas alemanes. En la década de 1930, los polacos y los judíos fueron cada vez más perseguidos en la parte de la región controlada por los alemanes.

#### Segunda Guerra Mundial

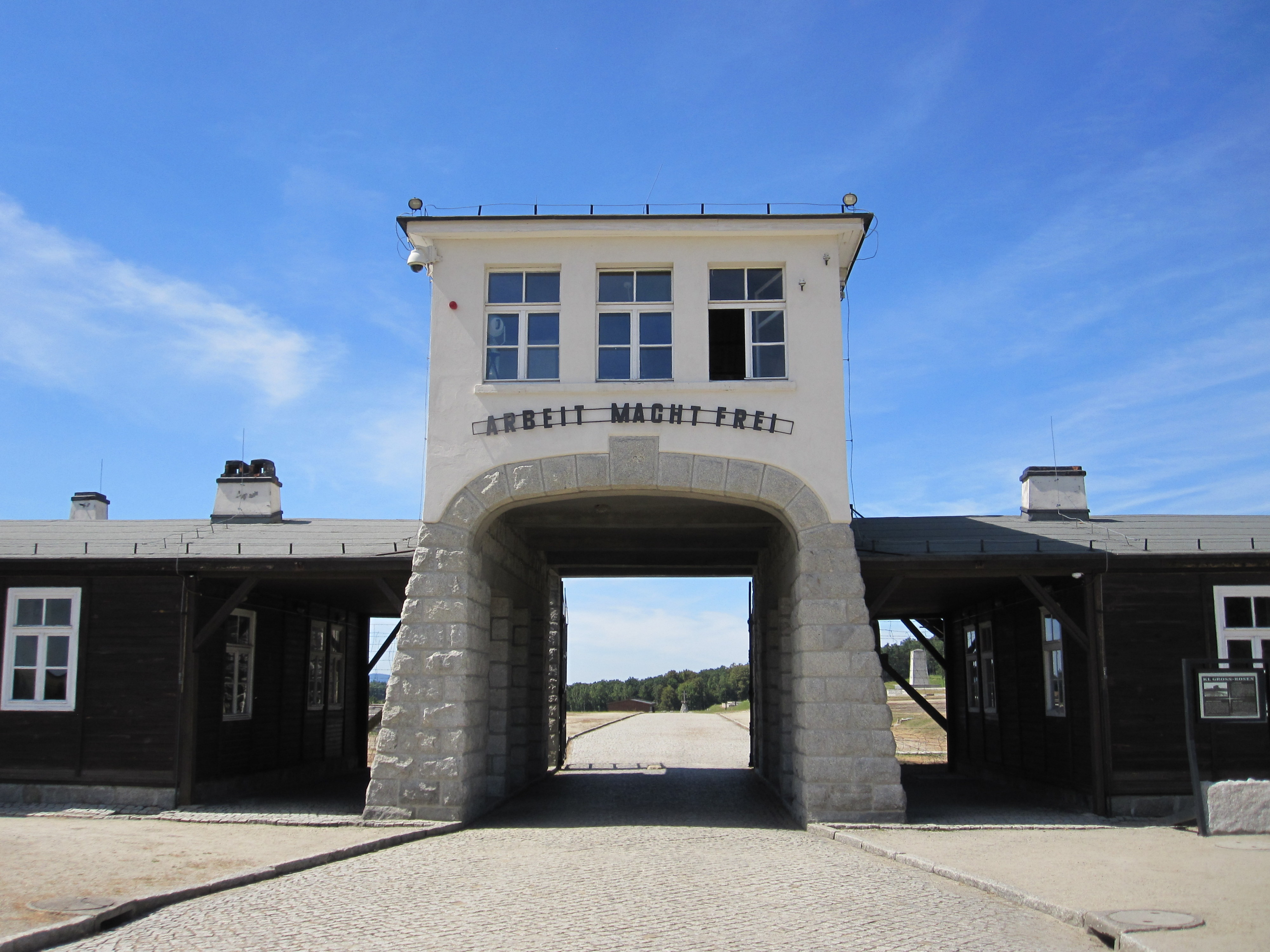
Campo de concentración de Gross-Rosen, ahora un museo.

Durante la Segunda Guerra Mundial los alemanes establecieron el campo de concentración de Gross-Rosen con alrededor de 100 subcampos en la región, en el que fueron encarceladas alrededor de 125 000 personas de diversas nacionalidades, entre ellas en su mayoría judíos, polacos y ciudadanos de la Unión Soviética, y alrededor de 40 000 murieron. También se ubicaron varios campos de prisioneros de guerra alemanes, incluidos Stalag VIII-A, Stalag VIII-C, Stalag VIII-E, Stalag Luft III, Oflag VIII-B, Oflag VIII-F, con numerosos subcampos de trabajos forzados en la región, así como varios subcampos del campo de prisioneros de guerra Stalag VIII-B/344. Los prisioneros de guerra de varias nacionalidades fueron retenidos en esos campos, incluidos polacos, franceses, belgas, británicos, italianos, canadienses, estadounidenses, griegos, yugoslavos, rusos, australianos, neozelandeses, sudafricanos, noruegos, lituanos, eslovacos, etc. En las etapas finales de la guerra fue escenario de varias marchas de la muerte perpetradas por la Alemania nazi.
En vista de los reclamos polacos sobre el área, un memorando preparado por el Departamento de Estado de los Estados Unidos en mayo de 1945 recomendó que el área permaneciera con Alemania porque "no había justificación histórica o étnica" para otorgar esta tierra a Polonia.
Sin embargo, según la insistencia soviética en el Acuerdo de Potsdam, en el que la Unión Soviética anexó la mayor parte del este de Polonia, la Baja Silesia fue otorgada a la República Popular de Polonia. Estos cambios fronterizos se acordaron en espera de una conferencia de paz final con Alemania que finalmente nunca se llevó a cabo. Alemania retuvo la pequeña porción de la antigua provincia prusiana de Baja Silesia al oeste de la línea Óder-Neisse.

### Polonia moderna
La población alemana restante fue expulsada de la mayor parte de la Baja Silesia al este del Neisse de acuerdo con el Acuerdo de Potsdam. Los polacos de Polonia Central y los territorios polacos anexionados por la Unión Soviética llegaron a la región.
De 1945 a 1975, la Baja Silesia fue administrada dentro del voivodato de Breslavia. Como resultado de la Ley de Reorganización del Gobierno Local (1975), la administración de Polonia se reorganizó en 49 voivodados, cuatro de ellos en la Baja Silesia: Jelenia Góra, Legnica, Wałbrzych y Breslavia (1975-1998). Como resultado de la Ley de Reorganización del Gobierno Local de 1998, estas cuatro provincias se unieron en el voivodato de Baja Silesia (a partir del 1 de enero de 1999), cuya capital es Breslavia.

## Ciudades y pueblos

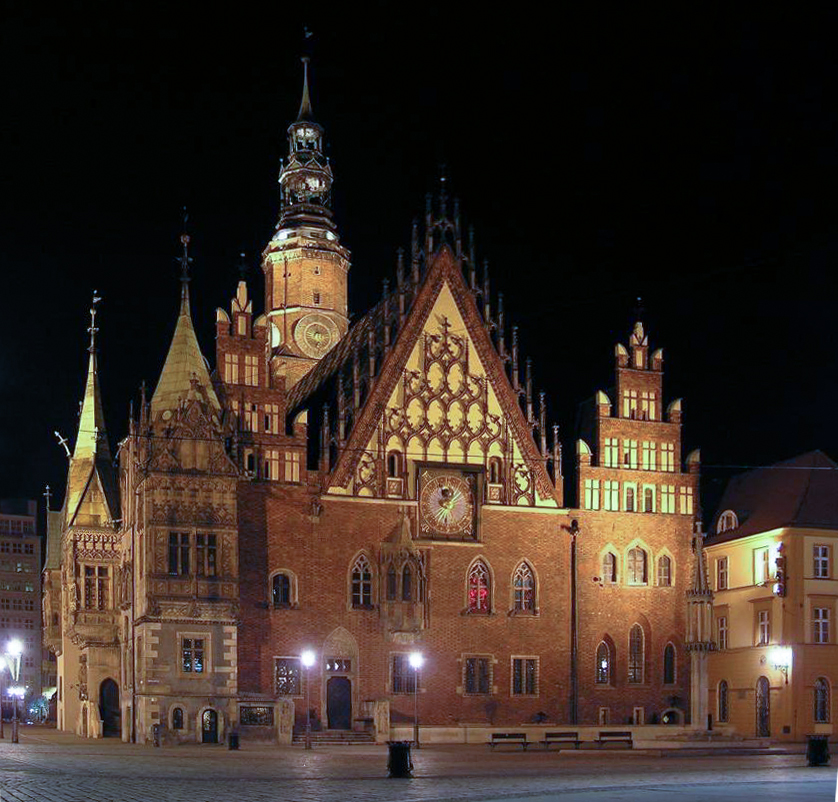
Ayuntamiento de Breslavia

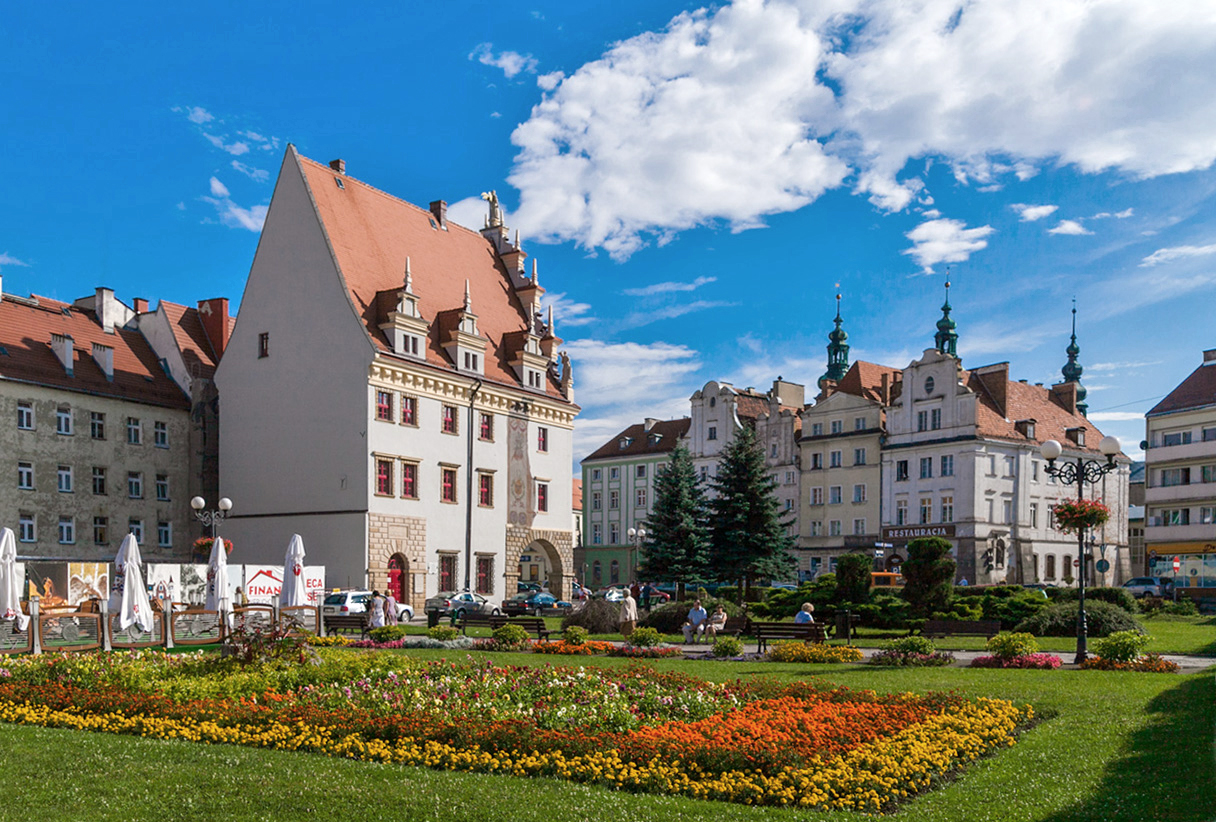
Nysa, Polonia

Municipios de más de 20 000 habitantes:
- Breslavia
- Zielona Góra
- Wałbrzych
- Legnica
- Jelenia Góra
- Lubin
- Głogów
- Świdnica
- Nysa
- Bolesławiec
- Nowa Sól
- Oleśnica
- Brzeg
- Dzierżoniów
- Oława
- Bielawa
- Kłodzko
- Żagań
- Kluczbork
- Jawor
- Świebodzice
- Polkowice
- Nowa Ruda
- Świebodzin
- Jelcz-Laskowice